# Google+
Google+, Google Plus (укр. Ґуґл Плюс) — колишня багатомовна соціальна мережа та ідентифікаційна служба, котра належить і керувалася компанією Google Inc. На січень 2013 року була другою за величиною соціальною мережею в світі, після Twitter. Налічувала близько 359 000 000 активних користувачів і в цілому близько 500 мільйонів зареєстрованих користувачів. Соціальна мережа закрилась 2 квітня 2019 року. З 6 липня 2020 року соціальної мережі Google+ більше не існує як такої. Тоді ж розпочалась трансформація із Google+ в Google Currents для корпоративних користувачів пакету G Suite.

## Історія
Спроби вийти на ринок соціальних мереж компанія Google робила здавна. У 2003 році компанія спробувала придбати одну з найстаріших соціальних мереж Friendster, але керівництво мережі відмовило пошуковому гігантові. Тому Google ухвалила рішення підготувати власний варіант соцмережі. Результатом розробки став проєкт Orkut, який був запущений в січні 2004 року, набравши велику популярність. Але через нестачу уваги до розробки та повільності інтерфейсу Orkut не зміг закріпитися на американському ринку, після чого проєкт був повністю переданий підрозділу Google Brazil, оскільки основна частина користувачів, що залишилися в мережі була з Бразилії. Надалі компанія не приділяла належної уваги напрямку соціальних мереж, як стверджував колишній CEO компанії Ерік Шмідт, давши вирватися вперед по відвідуваності і популярності сайту Facebook.
Усвідомивши багато промахів, керівництво компанії зробило спроби виправити становище, придбавши стартап Dodgeball, перетворивши його в Google Latitude, мобільну соціальну мережу Zingku, сервіс соціального пошуку Aardvark, сервіс для обміну фотографіями і розробника програм для соціальних мереж Slide Inc., соціальний агрегатор Angstro і ряд інших проєктів. У 2007 році Google запустила проєкт Google Profiles, в якому користувачі могли записати свої особисті дані. Проміжними результатами роботи від каталогу особистої інформації до соціальної мережі стали Google Buzz і YouTube, які все ж охоплювали досить вузьку нішу мікроблогінгу та соціальної відеомережі.
Для зміцнення позицій в ніші мікроблогінгу компанія Google спробувала придбати популярний сервіс Twitter, але угода не відбулася. Восени 2010 року з'явилася інсайдерська інформація про розробку нової соціальної мережі в Google під назву Google Me, яка повинна була бути запущена в цьому ж році, проте інформація виявилася помилковою. Навесні 2011 року почалися серйозні зміни в сервісі Google Profiles, які змінили свій зовнішній вигляд і отримали тісну інтеграцію з Buzz і Picasa. В цей же час з'явилася перша інформація про Google+, з якої ставало відомо, що пошуковий гігант розробляє соціальну мережу під назвою Google Circles. Але Google оперативно спростувала цю інформацію. 28 червня 2011 корпорація оголосила про запуск соціальної мережі Google+, а Google Circles (Кола) стали основним компонентом цієї соціальної мережі. На момент запуску сервісу реєстрація обмежена запрошеннями.
В жовтні 2018 року Google вирішив закрити цю соцмережу (як максимум до квітня 2019), залишивши її для користування окремими компаніями. Це рішення пов'язують з витоком інформації користувачів, які були зареєстровані у Google+.
2 квітня 2019 сталось відключення підтримки користувачів Google+ Цього дня Google почав видаляти весь контент із соцмережі (включаючи сторінки, фото та відео).
З 6 липня 2020 року соціальної мережі Google+ більше не існує як такої. Тоді ж розпочалась трансформація із Google+ в Google Currents для корпоративних користувачів пакету G Suite.

### Стрімкість розвитку
Менш ніж за місяць у соцмережі Google+ зареєструвалися понад 25 млн користувачів. Для порівняння — мережам Facebook та Twitter знадобилося близько 3 років, щоб досягти такого результату.

## Особливості

### Системні вимоги
Компанія Google надає офіційну підтримку браузерів актуальних версій Google Chrome, Internet Explorer, Mozilla Firefox і Safari в операційних системах Linux, Mac OS X і Windows (деякі браузери в певних системах недоступні). Для відео-зустрічей існують спеціальні вимоги.

### Кола
Замість звичного, для користувачів інших соціальних мереж, єдиного списку «друзів», який можна ділити на групи, Google+ пропонує розподіляти контакти за «колами»: родичі, колеги, гурток крою та шиття тощо. «Кіл» може бути стільки, скільки завгодно буде користувачеві.

### Миттєве завантаження
Завантажувати відео та фотографії з мобільного телефону Google пропонує за допомогою сервісу «миттєвого завантаження» (Instant Upload). Для цього використовується спеціальна програма, доступна для смартфонів, які працюють як на операційній системі Android, так і на iOS. Цей додаток буде автоматично переносити фотографії зі смартфона в приватну папку Google+. Для того, щоб показати знімки друзям, користувачеві необхідно лише відкрити до них доступ.

### Відеочат
Також до особливостей Google+ належить можливість влаштовувати відеочати з друзями і навіть проводити відеоконференції з декількома учасниками (Hangouts).

Кнопка +1

### +1
У публікаціях користувачів присутня характерна кнопка «+1», яку пропонується розмістити ще й на власних вебсторінках у мережі, для зручності їх рекомендації друзям.